# Lys-Haut-Layon
Lys-Haut-Layon is een gemeente in het Franse departement Maine-et-Loire in de regio Pays de la Loire. De gemeente maakt deel uit van het arrondissement Cholet. De gemeente telde 7.722 inwoners op 1 januari 2022.

## Ontstaan
Lys-Haut-Layon is op 1 januari 2016 ontstaan door de fusie van de gemeenten Les Cerqueux-sous-Passavant, La Fosse-de-Tigné, Nueil-sur-Layon, Tancoigné, Tigné, Trémont en Vihiers. Deze plaatsen kregen de status van commune déléguée, net als Saint-Hilaire-du-Bois en Le Voide, die sinds 1974 als commune associée deel hadden uitgemaakt van de gemeente Vihiers.

## Geografie
De oppervlakte van Lys-Haut-Layon bedroeg op 1 januari 2022 178,84 vierkante kilometer; de bevolkingsdichtheid was toen 43,2 inwoners per km².

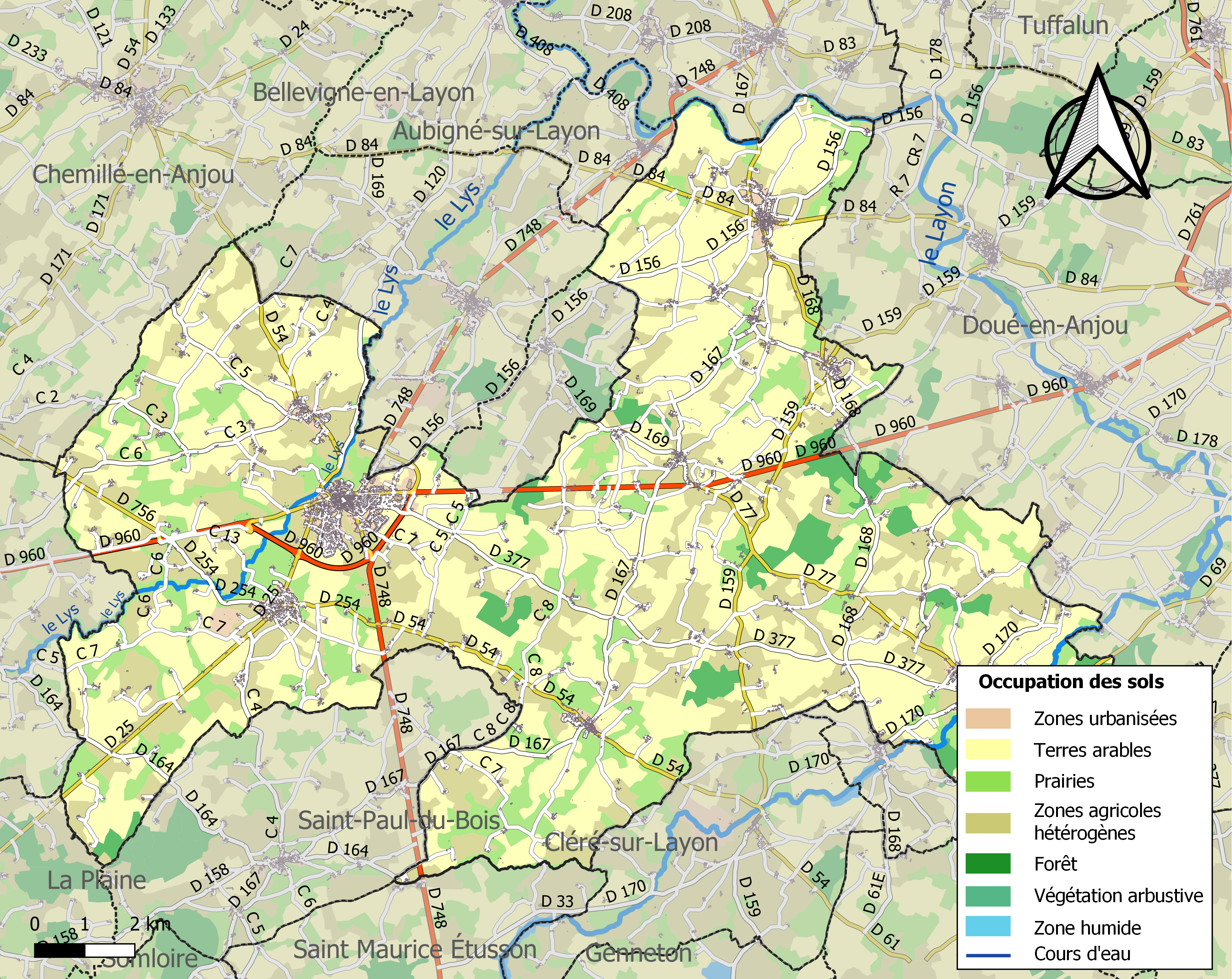
Kaart van de gemeente met de belangrijkste infrastructuur, bodemgebruik en omliggende gemeenten